# Wärmebrücke
Eine Wärmebrücke (oft umgangssprachlich als Kältebrücke bezeichnet) ist ein Bereich in Bauteilen eines Gebäudes, der Wärme besser leitet und damit Wärme schneller nach außen transportiert, als es durch die angrenzenden Bauteile geschieht. Dadurch kühlt das entsprechende Bauteil (z. B. eine Raumecke) schneller aus und erfährt somit eine tiefere Temperatur als die Umgebung. Bei Unterschreiten des Taupunkts kondensiert die in der Raumluft enthaltene Feuchtigkeit am Bauteil.
Durch die dadurch erhöhte Materialfeuchte bilden sich auf Wärmebrücken gerne Schimmelpilze.

## Auswirkungen

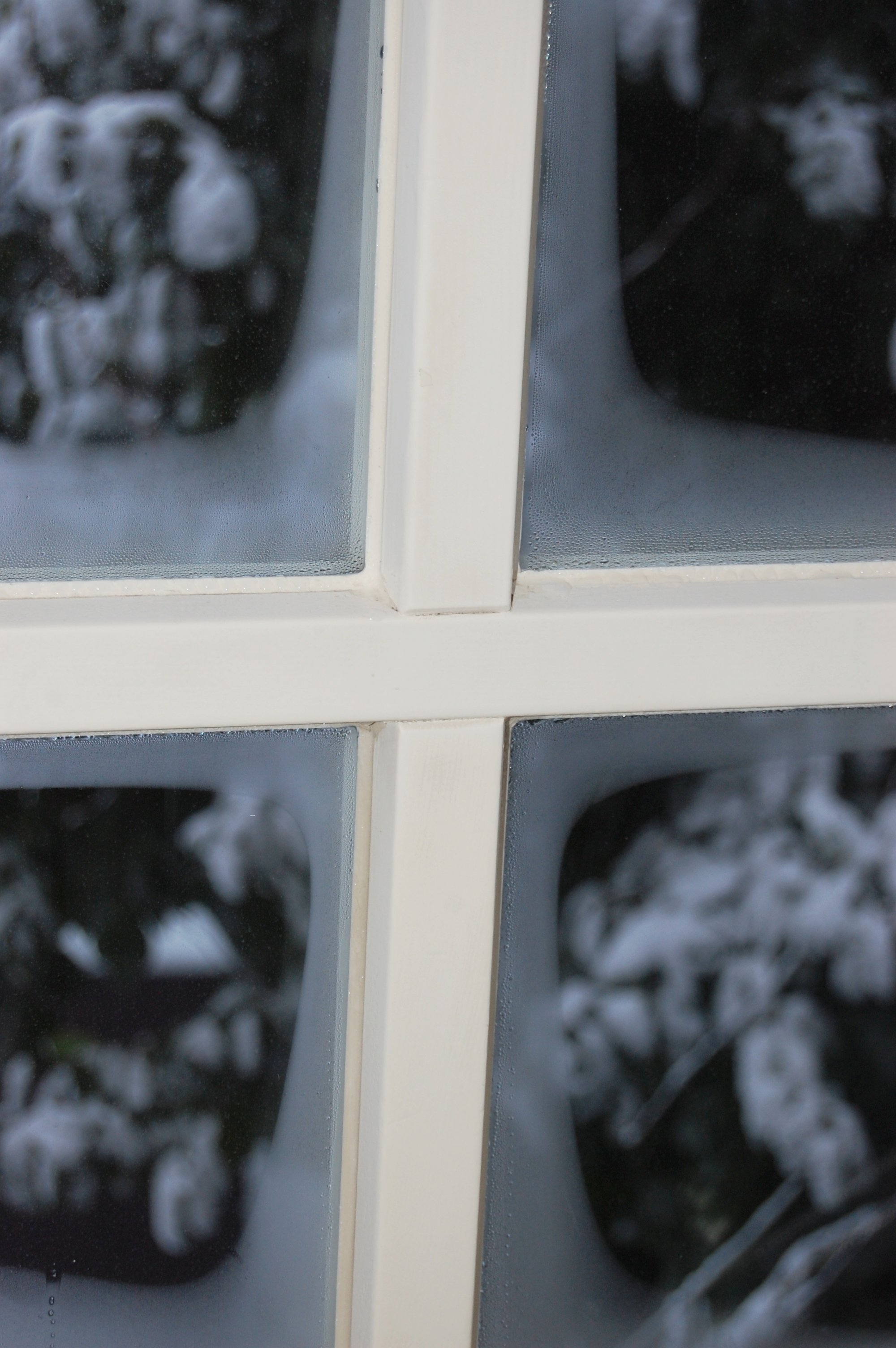
Wärmebrücken bei einem Sprossenfenster mit Kondenswasser oder Eisblumen

Die erhöhte Wärmeleitung bei Wärmebrücken verursacht dort einen Abfluss von Wärme. Daraus folgt eine geringere Innenoberflächentemperatur an dieser Stelle und es entsteht das Risiko für Schimmelbildung und damit auch gesundheitliche Gefahren. Weitere Folgen sind die Gefahr von Tauwasserausfall und einer Schädigung der Bausubstanz.
- Erhöhter Heizwärmebedarf: Wärmebrücken führen zu höherem Transmissionswärmeverlust und damit zu höherem Nachheizwärmebedarf und höheren Heizkosten.
- Tauwasserausfall: Im Bereich von Wärmebrücken sinkt bei niedrigen Außentemperaturen die raumseitige Oberflächentemperatur von Bauteilen stärker ab als in den ungestörten Bereichen. Bei Unterschreiten der Taupunkttemperatur fällt Tauwasser (Kondenswasser) an der Oberfläche aus.
- Schimmelpilz: An Wärmebrücken besteht die Gefahr von Schimmelbildung. Diese tritt nicht erst bei Tauwasserausfall, sondern bereits bei einer (durch die Oberflächentemperatur bedingten) relativen Luftfeuchtigkeit von 80 % an der Bauteiloberfläche auf (einige Schimmelpilze bereits bei 70 %).

## Formen
Man unterscheidet materialbedingte und geometrische Wärmebrücken.
- Materialbedingte Wärmebrücken entstehen durch die verwendeten Materialien. Da jedes Material unterschiedlich gut Wärme leitet, sind besonders Baustoffe mit hoher Wärmeleitfähigkeit für die Entstehung von Wärmebrücken verantwortlich. Dies sind insbesondere Metalle, die allgemein sehr gut Wärme leiten.
- Geometrische Wärmebrücken ergeben sich, wenn die Innenoberfläche ungleich der Außenoberfläche ist. Allgemein gilt: Je kompakter ein Gebäude gebaut ist, also je kleiner das Verhältnis Außenoberfläche zu Innenoberfläche ist, umso geringer sind die Energieverluste. Ursache ist der Kühlrippeneffekt, der beispielsweise bei Hausaußenecken, Dachgauben und Erkern auftritt. Im Eckbereich ist das Verhältnis sehr unausgeglichen, da viel Außenoberfläche auf wenig Innenoberfläche trifft und dieser Bereich somit eine geringere Erwärmung erfährt.

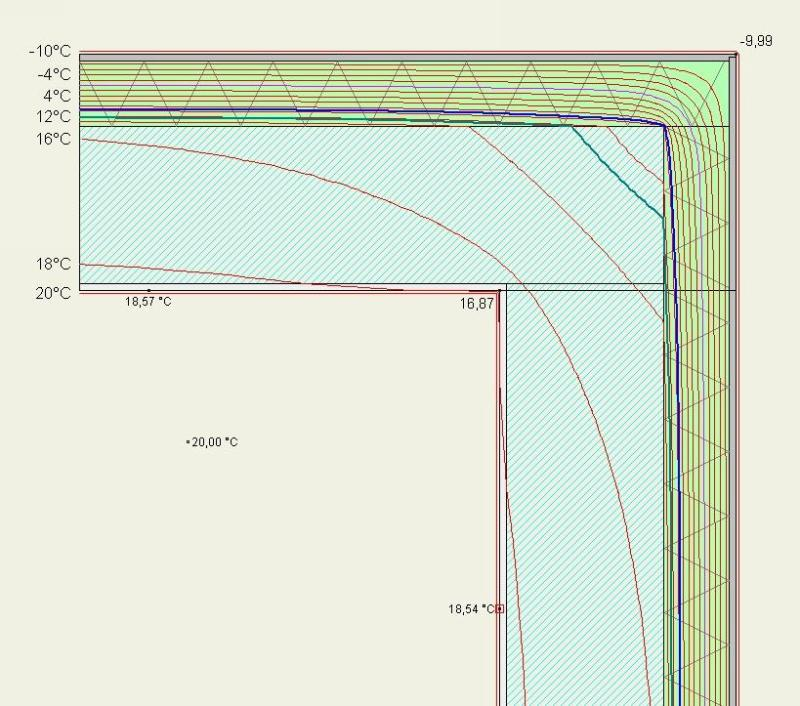
Geometrische Wärmebrücke: Schnitt durch die Ecke einer außen isolierten Außenwand mit eingezeichneten Isothermen bei einer Außentemperatur von −10 °C und einer Innentemperatur von 20 °C. Die Isotherme von 18 °C liegt nahe der Ecke auf der Wandoberfläche, entfernt der Ecke hingegen innerhalb der Wand

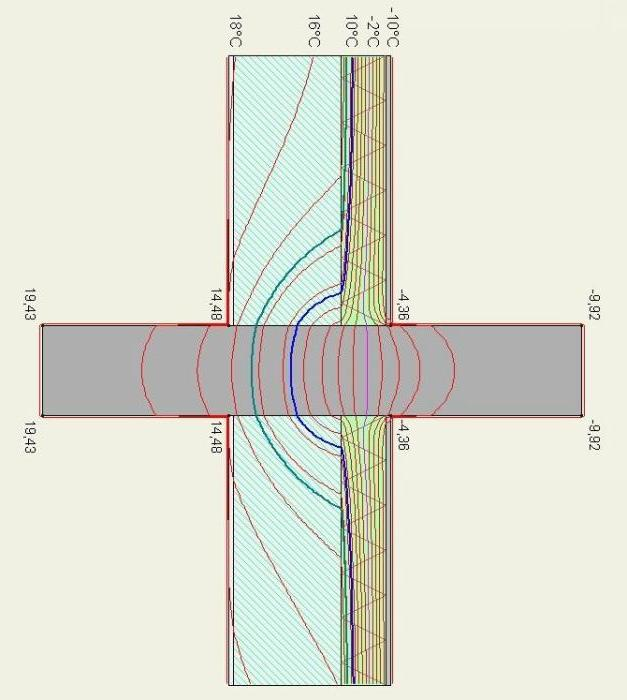
Konstruktive und geometrische Wärmebrücke

Häufig werden auch konstruktive Wärmebrücken als weitere Kategorie erwähnt:
Unter konstruktiven Wärmebrücken versteht man Wärmebrücken, die durch konstruktive Zwänge entstehen. Folgende Bauteilanschlüsse durchdringen typischerweise die Dämmebene:
- Balkone
- Attiken
- Gebäudesockel
- ungedämmte Stahlbetonbauteile
- auskragende Stahlträger
- Fassadenanker

Weitere Wärmebrücken findet man in folgenden Bauteilen:
- Rollladenkästen
- Mauersohlen
- Fensterrahmen und Fensterstürzen
- Heizkörperbefestigungen im Mauerwerk
- Heizkörpernischen
- Deckenanschlüsse
- Ecken im Haus (siehe Grafik rechts)

An diesen Bauteilen ist in der Regel ein erhöhter Wärmedurchgangskoeffizient vorhanden.

## Anforderungen
Mit der ersten Wärmeschutzverordnung von 1977 wurden die ersten Anforderungen an den Wärmeschutz von Gebäuden gestellt. Schon lange ist die Minimierung des Transmissionswärmeverlustes im Bereich von Wärmebrücken anerkannte Regel der Bautechnik. So werden beispielsweise im Bereich von Heizkörpernischen Holzwolle-Leichtbauplatten (Heraklithdämmplatten) eingebaut. Diese Maßnahmen hatten damals das vorrangige Ziel, Schimmelpilzbildung zu vermeiden (Heizkostenersparnis war allenfalls ein sekundäres Ziel). Auch heute sind die Anforderungen an den hygienischen Wärmeschutz einzuhalten und müssen nach der  DIN 4108-2 nachgewiesen werden. Dabei muss eine Mindestoberflächentemperatur von 12,6 °C eingehalten werden, um Tauwasserausfall und Schimmelpilzbildung zu vermeiden.
Weitere Verschärfungen wurden durch die Energieeinsparverordnung in mehreren Novellen eingeführt. Die Mindestanforderungen an die Wärmeverluste von Wärmebrücken sind hier geregelt.
Nach der Energieeinsparverordnung gibt es drei Methoden, Wärmebrücken energetisch in den Transmissionswärmeverlusten zu berücksichtigen:
- Einfache Methode: Bei dieser Berechnung werden die Wärmebrücken am Gebäude nicht nachgewiesen. Dafür muss auf den Gesamtwärmeverlust des Gebäudes ein Wärmebrückenzuschlag in Form einer Erhöhung des mittleren U-Wertes dazugerechnet werden. Für Außendämmung beträgt dieser ΔUWB = 0,1 W/(m2·K).[5]
- Vereinfachte Methode: Die Wärmebrückenberechnung kann auch nach Beiblatt 2 zur DIN 4108 erfolgen. In diesem vom Beuth Verlag herausgegebenen Dokument werden beispielhaft fachgerechte Ausführungen von Wärmebrücken aus dem Neubaubereich dargestellt, welche alle den Mindestwärmeschutz einhalten. In diesem Fall darf ein verbesserter Wärmebrückenzuschlag (ΔUWB = 0,05 W/(m2·K)) angesetzt werden.
- Detaillierte Methode: Hierbei wird die Wärmebrücke, unter Verwendung entsprechender Software, genau nachgewiesen. Somit werden die tatsächlichen Wärmeverluste berücksichtigt. Durch die detaillierte Betrachtung der Wärmebrücken ist ihre Ausführung besonders wichtig. In diesem Fall wird der Wärmedurchgangskoeffizient (ψ-Wert oder auch psi-Wert genannt[6]) für eine Wärmebrücke individuell ermittelt.[7]

Trotz des erhöhten Aufwandes in der Planung kann sich insbesondere für Altbausanierungen mit hohen Zielen bei der Hüllqualität wie etwa bei den jeweiligen Anforderungen an den Energiestandard eine detaillierte Betrachtung der Wärmebrücken lohnen, um eine hohe Förderung der Sanierung zu ermöglichen.

## Andere Bedeutung
Eine Wärmebrücke anderer Bedeutung ist in Wärmegerät (Küchengerät) erwähnt.